# Sinh (Phật giáo)
Trong Phật giáo, Jāti là sự sinh, đẻ vật lý; sự tái sinh, sự phát sinh của một thực thể sống mới trong luân hồi (saṃsāra); hoặc sự phát sinh các hiện tượng tinh thần.

## Giải thích
Trong các giáo lý về Tứ diệu đế, jāti chỉ cho sự sinh đẻ vật lý, và được đánh giá là sự đau khổ (dukkha): "Bây giờ, hỡi các Tỳ-Khưu, đây là chân lý cao thượng về sự khổ: sinh (jati) là khổ, già là khổ, chết là khổ."
Trong tư tưởng Phật giáo truyền thống, có bốn hình thức sinh:
- sinh ra từ một quả trứng (tiếng Phạn: Andaja; tiếng Pali: Aṇḍaja; tiếng Trung: 卵生; tiếng Tạng tiêu chuẩn: Sgongskyes) giống như một con chim, cá hoặc bò sát;
- sinh ra từ bào thai (Sinh con) (tiếng Phạn: Jarayuja; tiếng Pali: Jalābuja; tiếng Trung: 胎生; tiếng Tạng tiêu chuẩn: Mnal-skyes) - giống như hầu hết các loài động vật có vú và một số chư thiên;
- sinh ra do ẩm thấp (tiếng Phạn: Samsvedaja; tiếng Pali: Saṃsedaja; tiếng Trung: 濕生; tiếng Tạng tiêu chuẩn: Drod-skyes) - có thể đề cập đến sự xuất hiện của động vật mà trứng của nó ở dạng rất bé, giống như giòi xuất hiện trong thịt thối rữa;
- sinh bằng cách biến hóa (tiếng Phạn: Upapaduka; tiếng Pali: Opapatika; tiếng Trung: 化生; tiếng Tạng tiêu chuẩn: Rzus-skyes) - sự biến hóa của vật chất đáng kinh ngạc, như với hầu hết các chư thiên.

Jāti là liên kết thứ mười một trong 12 nhân duyên (duyên khởi), trong đó nó có chỉ cho cả sự tái sinh và sự phát sinh các hiện tượng tinh thần. Bộ Phân Tích (Vibhanga), cuốn sách thứ hai của A-tì-đạt-ma của Phật giáo Thượng tọa bộ, sử dụng nó theo cả hai cách. Trong Suttantabhajaniya, nó được mô tả là sự tái sinh, được hình thành do Hữu (bhava), và dẫn đến Già & Chết (jarāmaraṇa) trong một sinh vật. Trong Abhidhammabhajaniya, nó được coi là sự phát sinh của các hiện tượng tinh thần.